# Olav Tryggvasons gate (Trondheim)
Olav Tryggvasons gate er en af de større veje i Midtbyen i Trondheim, Norge. Det er den nordligste af de fem øst-vestgående tværgader som blev anlagt efter Johan Caspar de Cicignons byplan efter bybranden i 1681. Omtrent på samme sted lå Nedre fællede i middelalderen. Gaden går fra Bakke bru og Kjøpmannsgata i øst til Prinsens gate i vest, hvorefter den fortsætter videre mod vest som Sandgata. Olav Tryggvasons gate hed tidligere Strandgaten.
Ved bybranden i 1841 brændte alle bygninger på gaden, men i løbet af nogle år var de fleste blevet genopbygget som toetagers gårde i træ; en stor del af dem havde forretninger i stueplan og beboelse på overetagen